# Liste des musées du Kent
Cette liste des musées du Kent, Angleterre contient des musées qui sont définis dans ce contexte comme des institutions (y compris des organismes sans but lucratif, des entités gouvernementales et des entreprises privées) qui recueillent et soignent des objets d'intérêt culturel, artistique, scientifique ou historique. leurs collections ou expositions connexes disponibles pour la consultation publique. Sont également inclus les galeries d'art à but non lucratif et les galeries d'art universitaires. Les musées virtuels ne sont pas inclus.

## Musées
| Nom                                                         | Image | Ville/City            | Région                | Type              | Résume |
| ----------------------------------------------------------- | ----- | --------------------- | --------------------- | ----------------- | --- |
| Agricultural Museum, Brook                                  |       | Brook                 | Ashford               | Agriculture       | grange et oast house avec outils agricoles, équipement, chariots, exploité par le Wye Rural Museum Trust |
| Ashford Museum                                              |       | Ashford               | Ashford               | Local             | histoire locale, archéologie, géologie, industrie, objets ménagers |
| Beaney House of Art and Knowledge                           |       | Canterbury            | City of Canterbury    | Multiple          | Connu localement sous le nom de Beaney Institute or The Beaney, anciennement connu sous le nom de Royal Museum and Art Gallery, comprend l'art, la photographie, l'histoire locale |
| Belmont House and Gardens                                   |       | Throwley              | Swale                 | Maison historique | Maison et jardins géorgiens du XVIIIe siècle, propose une vaste collection d'horloges privées |
| Blue Town Heritage Centre                                   |       | Blue Town             | Swale                 | Local             | histoire locale, culture, music-hall et cinéma |
| Brattle Farm Museum                                         |       | Staplehurst           | Maidstone             | Agriculture       | équipement agricole historique, articles ménagers, voitures anciennes |
| Bredgar and Wormshill Light Railway                         |       | Bredgar               | Swale                 | Rail              | Chemin de fer et musée du patrimoine avec locomotives à vapeur, marchandises et matériel de transport, artefacts de chemin de fer |
| British Cartoon Archive                                     |       | Canterbury            | City of Canterbury    | Art               | Galerie d'exposition de caricatures de commentaires politiques et sociaux de journaux et magazines britanniques appartenant à l'University of Kent |
| Canterbury Heritage Museum                                  |       | Canterbury            | City of Canterbury    | Multiple          | Histoire de la ville, culture, musée de Rupert the Bear |
| Canterbury Roman Museum                                     |       | Canterbury            | City of Canterbury    | Archéologie       | Artefacts de la Grande-Bretagne romaine et reconstructions |
| Chantry Heritage Centre                                     |       | Gravesend             | Gravesham             | Local             | histoire locale, situé dans un chantry |
| Chart Gunpowder Mills                                       |       | Faversham             | Swale                 | Industrie         | usine de poudre à canon du XVIIIe siècle avec moulin à eau, l'un des sites de l' industrie des explosifs Faversham |
| Chartwell                                                   |       | Westerham             | Sevenoaks             | Maison historique | Exploité par le National Trust, résidence principale de Sir Winston Churchill, expositions, peintures et souvenirs, jardins |
| Chatham Historic Dockyard                                   |       | Chatham               | Medway                | Maritime          | Inclut 3 navires de guerre historiques : les HMS Gannet, HMS Cavalier (R73) et HMS Ocelot (S17), une fabrique de cordes de l'époque victorienne, une reconstitution de la vie professionnelle du chantier naval en 1758, le musée du chantier naval royal, un musée le travail de la Royal National Lifeboat Institution |
| Chiddingstone Castle                                        |       | Chiddingstone         | Sevenoaks             | Multiple          | Château de style médiéval, comprenant des artefacts égyptiens et bouddhistes, des armures et des épées japonaises, des peintures jacobiennes, des jardins |
| Chillenden Windmill                                         |       | Chillenden            | Dover                 | Moulin            | Moulin à vent reconstruit du milieu du XIXe siècle |
| C M Booth Motor Museum                                      |       | Rolvenden             | Ashford               | Transport         | collection de voitures à trois roues, vélos, tricycles, modèles réduits de voitures, souvenirs automobiles de Morgan Motor |
| Colonel Stephens Railway Museum                             |       | Tenterden             | Ashford               | Rail              | Histoire du colonel H. F. Stephens, manager du Kent and East Sussex Railway, équipements ferroviaires et souvenirs |
| Court Hall Museum                                           |       | Milton Regis          | Swale                 | Local             | actuellement fermé, histoire locale, archéologie |
| Crabble Corn Mill                                           |       | River                 | Dover                 | Moulin            | Moulin à eau géorgien et victorien |
| Crampton Tower Museum                                       |       | Broadstairs           | Thanet                | Multiple          | vie et travaux de l'ingénieur des chemins de fer Thomas Russell Crampton, chemins de fer locaux, tramways électriques, transport routier, industrie, trains miniatures, histoire locale |
| Cranbrook Museum                                            |       | Cranbrook             | Tunbridge Wells       | Local             | histoire locale, culture, objets de la vie rurale, jouets, costumes, articles ménagers, art |
| Dartford Borough Museum                                     |       | Dartford              | Dartford              | Local             | histoire locale, culture, archéologie, géologie, artefacts de la Grande-Bretagne romaine, anglo-saxonne, normande et médiévale |
| Deal Castle                                                 |       | Deal                  | Dover                 | Militaire         | Opéré par l'English Heritage, un des Device Forts d'Henry VIII |
| Deal Maritime & Local History Museum                        |       | Deal                  | Dover                 | Multiple          | histoire locale, patrimoine maritime |
| Deal Timeball Tower Museum                                  |       | Deal                  | Dover                 | Maritime          | Tour à Semaphore utilisée pour l'aide à la navigation, des expositions sur la contrebande, la signalisation et la mécanique de la Boule horaire |
| Dickens House Museum                                        |       | Broadstairs           | Thanet                | Biographie        | souvenirs de Charles Dickens et Victoriana |
| Dover Castle                                                |       | Dover                 | Dover                 | Multiple          | Exploité par l'English Heritage, château médiéval avec des expositions sur son histoire, salles de la tour de l'histoire de Henri II d'Angleterre, tunnels secrets de la Seconde Guerre mondiale |
| Dover Museum                                                |       | Dover                 | Dover                 | Multiple          | Histoire locale, culture, archéologie, abrite le Dover Bronze Age Boat |
| Dover Transport Museum                                      |       | Dover                 | Dover                 | Transport         | voitures, bicyclettes, autobus, véhicules routiers, maquette de train et tramway, histoire des transports locaux, modèles réduits de véhicules, étalage maritime, garage et magasins d'époque des années 1930, véhicules de ferme                                                                                        |
| Draper's Windmill                                           |       | Margate               | Thanet                | Moulin            | Moulin à vent du milieu du XIXe siècle |
| Dungeness Lighthouse                                        |       | Dungeness             | Folkestone and Hythe  | Maritime          | Musée du phare, adjacent à la Gare de Dungeness |
| Dymchurch Martello Tower                                    |       | Dymchurch             | Folkestone and Hythe  | Militaire         | Exploité par l'English Heritage, tour d'artillerie du début du XIXe siècle |
| East Kent Light Railway                                     |       | Shepherdswell         | Dover                 | Rail              | Chemin de fer patrimonial et centre d’accueil de signalisation avec artefacts de chemin de fer, maquette |
| Eastgate House                                              |       | Rochester             | Medway                | Multiple          | La maison de la sœur dans le roman de Charles Dickens’ novel The Pickwick Papers, les expositions de Dickens, des expositions d'art changeantes sur l'histoire locale |
| Eden Valley Museum                                          |       | Edenbridge            | Sevenoaks             | Local             | Histoire locale, salle de la période médiévale, métiers de forgeron et de bronzage, fabrication de Balle de cricket |
| Elham Valley Line Trust Countryside Centre & Railway Museum |       | Peene                 | Folkestone and Hythe  | Rail              | histoire du Elham Valley Railway, artefacts de la voie ferrée, histoire locale, maquette de voie ferrée du tunnel sous la Manche |
| Finchcocks                                                  |       | Goudhurst             | Tunbridge Wells       | Musique           | Ancien manoir géorgien avec collection d'instruments à clavier historiques |
| Fleur de Lis Heritage Centre                                |       | Faversham             | Swale                 | Multiple          | histoire locale, industrie des explosifs, histoire de Faversham Abbey et du Davington Priory, salle de classe et cuisine de l'époque victorienne, présentoirs de magasins d'époque, culture, galerie d'exposition d'art changeant, ainsi que d'histoire et de culture                                                    |
| Fort Amherst                                                |       | Chatham               | Medway                | Militaire         | Fort du XVIIIe siècle en cours de restauration, comprend une exposition sur la Seconde Guerre mondiale et des reconstitutions d'époque |
| Godinton House                                              |       | Ashford               | Ashford               | Maison historique | Maison jacobine avec hall médiéval, jardins |
| Gravesend's Cold War Bunker                                 |       | Gravesend             | Gravesham             | Militaire         | bunker nucléaire souterrain de la guerre froide des années 1950 et centre de commandement |
| Guildhall Museum, Rochester                                 |       | Rochester (Kent)      | Medway                | Local             | Histoire locale, culture, salon et cuisine d'époque victorienne, beaux-arts, expositions sur Charles Dickens, et fabricant de moteurs agricoles et de rouleaux compresseurs Aveling and Porter |
| Herne Windmill                                              |       | Herne                 | City of Canterbury    | Moulin            | Moulin à vent de la fin du XVIIIe siècle |
| Herne Bay Museum and Gallery                                |       | Herne Bay             | City of Canterbury    | Local             | Histoire locale, culture, archéologie, géologie, paléontologie, art |
| Hever Castle                                                |       | Hever                 | Sevenoaks             | Maison historique | Maison de campagne médiévale, maison d’enfance d'Anne Boleyn, expositions de différentes époques historiques, instruments de torture, mobilier Tudor et histoire |
| Hop Farm Country Park                                       |       | Beltring              | Tonbridge and Malling | Multiple          | Comprend Yesterday's Village, une reconstitution d'un village ancien avec des boutiques et des objets exposés, un musée de cire, le Hop Farm Museum avec oast houses et des expositions sur la culture du houblon |
| Hythe Library and Museum                                    |       | Hythe                 | Folkestone and Hythe  | Local             | bibliothèque avec le musée d'histoire locale, |
| Ightham Mote                                                |       | Ightham               | Tonbridge and Malling | Maison historique | Exploité par le National Trust, manoir médiéval entouré de douves, jardins |
| Kent & Sharpshooters Yeomanry Museum                        |       | Hever                 | Sevenoaks             | Militaire         | situé au Hever Castle, histoire et souvenirs du Kent and Sharpshooters Yeomanry |
| Kent Battle of Britain Museum                               |       | Hawkinge              | Folkestone and Hythe  | Militaire         | Histoire de la RAF Hawkinge et de la bataille d'Angleterre, avion de la seconde guerre mondiale |
| Kent Life                                                   |       | Sandling              | Maidstone             | Open air          | Autrefois , le Kent Life, 28 acres (110 000 m2) ferme patrimoine, maisons historiques, la ferme et les bâtiments du village |
| Kent Museum of Freemasonry                                  |       | Canterbury            | City of Canterbury    | Franc-maçonnerie  | Histoire maçonnique, peintures, verrerie, porcelaine, insignes royaux |
| Kent Police Museum                                          |       | Chatham               | Medway                | Police            | Histoire de la Kent County Constabulary |
| Killick's Mill                                              |       | Meopham               | Gravesham             | Moulin            | Moulin à vent du début du XIXe siècle |
| Knole House                                                 |       | Sevenoaks             | Sevenoaks             | Maison historique | Exploité par le National Trust, cette maison de campagne du XVIIe siècle, lieu de naissance et maison d'enfance de Vita Sackville-West, comprend un mobilier rare, des peintures importantes et des jardins. |
| Lashenden Air Warfare Museum                                |       | Headcorn              | Maidstone             | Aviation          | Situé à l'Aérodrome de Headcorn, avions militaires et histoire de l'aviation |
| Leeds Castle                                                |       | Leeds                 | Maidstone             | Maison historique | FAncien palais royal datant du XIIe siècle, chambres meublées, fossé, volière, labyrinthe, grotte, jardins, autres attractions |
| Château de Lullingstone                                     |       | Lullingstone          | Sevenoaks             | Maison historique | Manoir et jardins médiévaux |
| Lullingstone Roman Villa                                    |       | Eynsford              | Sevenoaks             | Archéologie       | Exploité par l'English Heritage, artefacts de villas romaines |
| Lydd Town Museum                                            |       | Lydd                  | Folkestone and Hythe  | Local             | histoire locale |
| Maidstone Museum & Art Gallery                              |       | Maidstone             | Maidstone             | Multiple          | Histoire locale, histoire naturelle, géologie, archéologie, ethnographie, beaux-arts et objets de décoration, artefacts d'Égypte ancienne, costumes, arts décoratifs japonais et estampes, Queen's Own Royal West Kent Regiment Museum                                                                                   |
| Maison Dieu                                                 |       | Faversham             | Swale                 | Archéologie       | Exploité par l'English Heritage, hôpital du XIIIe siècle abritant des artefacts romains |
| Margate Museum                                              |       | Margate               | Thanet                | Local             | histoire et culture locales, situé dans un ancien poste de police et un tribunal de première instance de l’époque Victorienne |
| Mascalls Gallery                                            |       | Paddock Wood          | Tunbridge Wells       | Art               | Inclut des expositions d'art nationales et internationales |
| Minster Abbey Gatehouse Museum                              |       | Minster               | Swale                 | Local             | histoire locale, culture |
| New Hall Museum                                             |       | Dymchurch             | Folkestone and Hythe  | Local             | histoire locale |
| New Mill                                                    |       | Willesborough         | Ashford               | Moulin            | Moulin à vent du milieu du XIXe siècle, abrite également le Norman Museum |
| Norman Museum                                               |       | Willesborough         | Ashford               | Transport         | Cyclomoteurs, motos et vélos fabriqués par Norman Cycles, situés à New Mill |
| New Tavern Fort                                             |       | Gravesend             | Gravesham             | Militaire         | Vestiges d'un fort du XVIIIe siècle, armes à feu de 1904, voûtes, magazines, expositions sur la Seconde Guerre mondiale |
| Old Brook Pumping Station                                   |       | Chatham               | Medway                | Technologie       | Station de pompage des années 1920 avec deux moteurs diesel, expositions d'équipements industriels locaux |
| Old Soar Manor                                              |       | Borough Green         | Tonbridge and Malling | Maison historique | Exploité par l' English Heritage, petit manoir en pierre du XIIIe siècle |
| Otford Heritage Centre                                      |       | Otford                | Sevenoaks             | Local             | histoire locale |
| Owletts                                                     |       | Cobham                | Gravesham             | Maison historique | Exploité par le National Trust, maison et jardin , domicile de l'architecte Sir Herbert Baker |
| Penshurst Place                                             |       | Penshurst             | Sevenoaks             | Maison historique | Manoir et jardins médiévaux, salles d'apparat, tapisseries, armes et armures, musée du jouet |
| Powell-Cotton Museum                                        |       | Birchington-on-Sea    | Thanet                | Multiple          | Comprend la maison Quex datant du XIXe siècle datant de la période Régence, des expositions de dioramas , d'objets culturels africains, d'armes à feu et d'armes blanches, d'objets archéologiques, de porcelaines de Chine et d'Europe collectées par la famille et de jardins victoriens                               |
| Princess of Wales Royal Regiment Museum                     |       | Dover                 | Dover                 | Multiple          | Situé dans le Dover Castle, uniformes, armes, souvenirs du régiment |
| Quebec House                                                |       | Westerham             | Sevenoaks             | Maison historique | Exploité par le National Trust, maison d'enfance du général James Wolfe, expose sur sa vie, la bataille de Québec, souvenirs militaires |
| Queen's Own Royal West Kent Regiment Museum                 |       | Maidstone             | Maidstone             | Militaire         | Situé à l'intérieur du Maidstone Museum & Art Gallery |
| Queenborough Guildhall Museum                               |       | Queenborough          | Swale                 | Local             | histoire locale, culture, industrie, patrimoine maritime |
| RAF Manston History Museum                                  |       | Manston               | Thanet                | Aviation          | histoire de la RAF Manston depuis 1916 |
| Ramsgate Maritime Museum                                    |       | Ramsgate              | Thanet                | Maritime          | Histoire maritime de l'Est du Kent, développement du port, navigation, pêche, bateaux de sauvetage et épaves de navires |
| Restoration House                                           |       | Rochester             | Medway                | Maison historique | Manoir et jardin élisabéthain où le roi Charles II séjourna en 1660 pour reconquérir le trône d'Angleterre |
| Rochester Art Gallery and Craft Case                        |       | Rochester             | Medway                | Art               | expositions itinérantes d'œuvres d'art, d'artisanat et de design |
| Roman Painted House                                         |       | Dover                 | Dover                 | Archéologie       | Restes de fouilles d'un mansio romain , artefacts |
| Romney, Hythe and Dymchurch Railway                         |       | New Romney            | Folkestone and Hythe  | Rail              | Siège ferroviaire historique à la gare de New Romney avec garages et musée de trains miniatures |
| Romney Marsh Wartime Collection                             |       | Brenzett              | Folkestone and Hythe  | Militaire         | histoire de la RAF Brenzett, restes des sites de crash d'avion, des avions de la Seconde Guerre mondiale , du matériel militaire et des souvenirs |
| Royal Engineers Museum                                      |       | Gillingham            | Medway                | Militaire         | Histoire du Corps of Royal Engineers et British military engineering |
| Rupert Bear Museum                                          |       | Canterbury            | City of Canterbury    | littérature       | Rupert the Bear museum pour les enfants - partie du Museum of Canterbury |
| Salomons Museum                                             |       | Southborough          | Tunbridge Wells       | Maison historique | Maison de campagne de Sir David Salomons, premier Lord-maire juif à Londres, et de son neveu, Sir David Lionel Salomons, scientifique et ingénieur |
| Sandwich Guildhall Museum                                   |       | Sandwich              | Dover                 | Local             | histoire locale |
| Sarre Windmill                                              |       | Sarre                 | Thanet                | Moulin            | Moulin du début du XIXe siècle |
| Château de Scotney                                          |       | Lamberhurst           | Tunbridge Wells       | Maison historique | Exploité par le National Trust, maison de style élisabéthain du XIXe siècle et ruines d'un château médiéval et douves, jardins à la française |
| Sevenoaks Museum                                            |       | Sevenoaks             | Sevenoaks             | Local             | une partie du kaléidoscope de Sevenoaks, histoire locale, culture |
| Sheerness Heritage Centre                                   |       | Sittingbourne         | Swale                 | Local             | histoire locale, salles du XIXe siècle |
| Shoreham Aircraft Museum                                    |       | Shoreham              | Sevenoaks             | Aviation          | L’aviation militaire pendant la Seconde Guerre mondiale , reliques d’avions de la RAF et de la Luftwaffe |
| Sittingbourne and Kemsley Light Railway                     |       | Sittingbourne         | Swale                 | Rail              | Chemin de fer à voie étroite de 2 pieds et 6 pouces qui relie Sittingbourne aux rives du Swale. |
| Sittingbourne Heritage Museum                               |       | Sittingbourne         | Swale                 | Local             | histoire locale, archéologie |
| Six Poor Travellers House                                   |       | Rochester             | Medway                | Maison historique | Maison de charité du XVIe siècle avec chambres élisabéthaines restaurées, source d'inspiration pour la nouvelle de Charles Dickens, The Seven Poor Travellers |
| Smallhythe Place                                            |       | Small Hythe           | Ashford               | Maison historique | Exploité par le National Trust, une maison à colombages du XVIe siècle, maison de l'actrice victorienne Ellen Terry, abrite sa collection de costumes de théâtre, patrimoine de la construction navale locale |
| South Foreland Lighthouse                                   |       | Dover                 | Dover                 | Maritime          | Exploité par le National Trust, premier phare alimenté à l'électricité et site de la première transmission radio internationale |
| Spitfire and Hurricane Memorial Museum                      |       | Manston               | Thanet                | Aviation          | aviateurs et aéronefs militaires de la Seconde Guerre mondiale , souvenirs de l'aviation |
| St Augustine's Abbey                                        |       | Canterbury            | City of Canterbury    | Religions         | Exploité par l'English Heritage, vestiges et musée de l' abbaye bénédictine du VIIe siècle |
| St Margaret's Museum                                        |       | St Margaret's Bay     | Dover                 | Local             | Histoire locale et environnement |
| Stelling Minnis Windmill and Museum                         |       | Stelling Minnis       | Folkestone and Hythe  | Moulin            | Moulin à vent du milieu du XIXe siècle , également appelé moulin de Davison |
| Stocks Mill                                                 |       | Wittersham            | Ashford               | Mill              | Moulin à vent du XVIIIe siècle |
| Stoneacre                                                   |       | Otham                 | Maidstone             | Maison historique | Exploité par le National Trust, maison de maître à colombages du XVe siècle |
| Swanton Mill                                                |       | Mersham               | Ashford               | Moulin            | Moulin à eau en état de marche |
| Teapot Island                                               |       | Yalding               | Maidstone             | Art               | Collection de plus de 3500 théières en céramique |
| Temple Manor                                                |       | Strood                | Medway                | Maison historique | Maison des Templiers du XIIIe siècle avec ajouts du XVIIe siècle |
| Tenterden Museum                                            |       | Tenterden             | Ashford               | Local             | histoire locale, patrimoine maritime, salle victorienne, culture et récolte de houblon , tapisserie illustrant l'histoire de la ville, industrie |
| The Canterbury Tales                                        |       | Canterbury            | City of Canterbury    | Histoire          | visites audio |
| Tonbridge Castle                                            |       | Tonbridge             | Tonbridge and Malling | Histoire          | Motte castrale avec salles de la période médiévale et visites audio |
| Tunbridge Wells Museum & Art Gallery                        |       | Royal Tunbridge Wells | Tunbridge Wells       | Multiple          | histoire locale, jouets, costumes, Tunbridge ware, histoire naturelle, art |
| Turner Contemporary                                         |       | Margate               | Thanet                | Art               | Centre d'arts visuels, expositions d'art contemporain et historique, événements et activités |
| Tyrwhitt-Drake Museum of Carriages                          |       | Maidstone             | Maidstone             | Transport         | Collection de véhicules hippomobiles et curiosités de transport |
| Union Mill                                                  |       | Cranbrook             | Tunbridge Wells       | Moulin            | Moulin du début du XIXe siècle |
| Upnor Castle                                                |       | Upnor                 | Medway                | Militaire         | Exploité par l'English Heritage, fort d'artillerie Elizabethan |
| Walmer Castle and Gardens                                   |       | Walmer                | Dover                 | Maison historique | Exploité par l'English Heritage, construit par Henry VIIIen tant que forteresse d'artillerie, qui deviendra plus tard la résidence du Lord Warden of the Cinque Ports, expose sur le duc de Wellington Duc de Wellington et ses jardins                                                                                  |
| Walpole Bay Hotel & Museum                                  |       | Margate               | Thanet                | Histoire          | hôtel datant de 1914 comprenant des expositions d'antiquités, l'histoire de l'hôtel, des fossiles et des artefacts d'histoire naturelle, verre des XIXe et XXe siècles |
| Château de Westenhanger                                     |       | Westenhanger          | Folkestone and Hythe  | Maison historique | Le château médiéval et les granges restaurées présentent une réplique du navire Discovery, l'un des trois navires qui ont établi la première colonie permanente anglophone d'Amérique à Jamestown en Virginie |
| West Gate Towers                                            |       | Canterbury            | City of Canterbury    | Militaire         | Armements de la guerre civile anglaise à la seconde guerre mondiale, cellules de prison originales et meurtrières |
| White Mill Rural Heritage Centre                            |       | Sandwich              | Dover                 | Moulin            | Comprend un moulin à vent du milieu du XVIIIe siècle, une maison de meunier du début du XXe siècle, des outils agricoles et artisanaux, un atelier de réparation de roues et un atelier de forgeron |
| Whitstable Museum and Gallery                               |       | Whitstable            | City of Canterbury    | Local             | Histoire locale, patrimoine maritime des huîtres, plongée et navigation, histoire naturelle, art |
| Woodchurch Mill                                             |       | Woodchurch            | Ashford               | Moulin            | Moulin du début du XIXe siècle |
| Woodchurch Village Life Museum                              |       | Woodchurch            | Ashford               | Local             | histoire locale, artéfacts de la vie rurale, culture, métiers et professions |

## Musées fermés
- Ashford Steam Centre, Willesborough, Kent. En opération 1968-76.
- Charles Dickens Centre, Rochester, fermé en 2004[41]
- Dolphin Sailing Barge Museum, Sittingbourne, fermé après un incendie en 2009[42]
- Farming World, Boughton under Blean, fermé en 2014[43]
- Kent Fire and Rescue Service Museum, Maidstone[44],[45]
- Manston Fire Museum, Manston, fermé en 2014
- White Cliff Experience[46], Dover